# Edgar Everaert
Edgard Joannes Jozef Everaert Roose (* 14 de febrero de 1888, Brujas, Bélgica  – † 8 de noviembre de 1957, Ciudad de México, México) fue un comerciante, agente de ventas y deportista belga, fundador del Unión Football Club en 1906, actual Club Deportivo Guadalajara. 

## Biografía
Nació en 1888 en la ciudad de Brujas, Bélgica, fue el segundo hijo del matrimonio formado por Louis Everaert y Sylvie Roose, su hermano Sylvain nació dos años antes y Angèle llegó dos años después que Edgard. Durante su juventud, estudió en el colegio Sint-Franciscus-Xaveriusinstituut de los hermanos Javerianos de Brujas, y es ahí donde comienza a practicar el fútbol.
A la edad de 16 años, conoce en un bazar de la ciudad de Ostende, Bélgica, al empresario barcelonnette, Louis Gas, quien le ofrece un puesto en su tienda textil de Guadalajara, México, por lo que decide migrar hacia América en un buque francés llamado La Navarre.
El 15 de septiembre de 1904 llega a la ciudad de Guadalajara,  México; donde se establecería por un lustro y fundaría el equipo del Deportivo Guadalajara, primero como Club Unión en 1906 y después como Guadalajara en 1908.

### Unión Football Club y Club Deportivo Guadalajara
A su llegada a la Perla de Occidente, se estableció en la casa Gas, trabajando en L. Gas y Cía (Almacenes la Ciudad de México) con un sueldo de 5 pesos mensuales, y con beneficios de habitación y alimentación. Fue entonces que entabló una gran amistad con Calixto Gas, francés de nacimiento, y fruto de esta relación surgió la inquietud por formar un equipo de fútbol en la ciudad de Guadalajara, resultando así la fundación del Unión Football Club en 1906, equipo en el que Everaert actuó como directivo y jugador al mismo tiempo.
El propio Everaert propuso un cambio de nombre para el equipo, debido a que en un viaje reciente que había realizado a Europa, notó que los equipos que causaban más pasión eran aquellos que llevaban el nombre de la ciudad. Fue entonces que propuso el nombre de Guadalajara para el equipo y se aceptó en 1908, produciéndose el cambio de nombre oficial.

### Retiro de la ciudad de Guadalajara
En 1909, decide regresar a Bélgica después de ahorrar durante dos años el sueldo que ganó trabajando en los Almacenes la Ciudad de México, logró juntar treinta y tres mil pesos en oro, los cuales depositó en la caja fuerte del almacén, en Guadalajara, el cual ya era administrado por Eugène Cuzin.
Fue Cuzin quien le dio la tarea de transportar a la Ciudad de México doscientas talegas de plata en bolsas de lona. Con ese dinero pudo comprar la propiedad sobre la calle 16 de Septiembre, en donde después se establecería el almaceń Paris-Londres.
Cuando regresó a Guadalajara por su oro, la ciudad estaba tomada por los revolucionarios, los cuales en lugar de regresárselo, le dieron treinta y tres mil bilimbiques, que era el papel que emitían los generales durante la Revolución Mexicana. Finalmente en 1914, Edgar tuvo que mudarse a la Ciudad de México, sin un centavo ahorrado. En esta ciudad participó con otros dos equipos de fútbol, el Club Olímpico y el ABC.
Después de su retiro del estado de Jalisco, se dedicó a la investigación pictórica, fue uno de los fundadores de la Cámara de Comercio de Bélgica, coorganizó en 1922 la exposición de arte belga y disfrutó de una buena reputación como experto en el arte flamenco antiguo.
Regresaría a Guadalajara en 1954 cuando Antonio Levy, entonces presidente del Guadalajara, hizo un homenaje en su honor, para honrarlo como fundador del Club Deportivo Guadalajara. Murió el día 8 de noviembre de 1957 en Coyoacán en la Ciudad de México a causa de cáncer.

## Familia
El 10 de mayo de 1917, contrajo matrimonio con Marie Marthe Marguerite Dubernard Genin en la parroquia de Nuestra Señora de Lourdes, localizada en la Ciudad de México. Con ella tuvo cuatro hijos: María Martha, Huguette, nacida en 1918; Marcelle, en 1919; Luis Everaert, en 1923 (cronista, fallecido en el 2018), y Carlos, en 1925.